# Olovjannaja
Olovjannaja (oroszul: Оловянная) városi jellegű település Oroszország ázsiai részén, a Bajkálontúli határterületen, a Olovjannajai járás székhelye.

## Elhelyezkedése
Az Onon bal partján, Csitától vasúton 249 km-re délkeletre helyezkedik el. Vasútállomása 1899-ben épült; a település mellett vezet az A-350 jelű Csita-Zabajkalszk autóút.

## Története
A körzet jelentős ónkészleteit már a 19. században is ismerték. A település azonban csak 1898-ban, a vasútállomás építésekor keletkezett. Eredeti neve Onon-Kitajszkij ('kínai Onon') volt. Mai nevét 1911-ben, a közeli ónbányáról kapta: az "Olovjannaja" az orosz olovo (jelentése: 'ón') szóból képzett melléknév nőnemű alakja.
Az állomás mellett vasúti depo és az Onon fölött vasúti híd is épült. Utóbbit a polgárháború idején felrobbantották, helyén később új hidat építettek. A falu 1926-ban járási székhely lett, 1929-ben kapott városi jellegű település rangot.
A II. világháború után az itteni vasútállomás szerepe csökkent. 1962-ben a vasúti járműjavító helyén nagy gépipari vállalat alakult (Забайкальский завод подъемно-транспортного оборудования), ahol vasúti- és futódaruk, egyéb emelőgépek gyártása kezdődött és folytatódott a 20. század végéig.

## Népessége
- 2002-ben 8621 fő[2]
- 2010-ben 8406 fő volt.[3]